# 賴文輝
賴文輝（英語：Matthew Lai Man-fai，1970年6月19日—），香港資深體育傳媒人（主力研究香港足球歷史）及政治人物，是香港足球史學會創會秘書、荃灣區議會前象石選區末任區議員及民主黨前成員。於台灣國立政治大學政治系畢業，亦為香港新亞研究所碩士。

## 生平
在香港荃灣區出生，小學就讀於梨木樹天主教小學，中學升讀葵青區名校中華傳道會安柱中學，預科就讀於青年會書院，其後於台灣國立政治大學政治系畢業。
他是香港資深體育傳媒工作者，曾先後在《成報》、《快報》、《太陽報》、《香港寬頻電視》、《蘋果日報》、《新報》等多間香港傳媒機構任職。
2012年，賴文輝與一班熱愛研究香港足球歷史的人士，一同組成「香港足球史研究組」，互相交流研究資料與心得。
賴文輝於2013年7月香港書展期間，出版個人首部著作《香港十大名將》，訪問李育德、張子岱、黃文偉、何容興等10位香港足球名將。
2014年，開始擔任《亞洲週刊》特約撰稿員，以及美國華文新聞網站《超越新聞網》體育專欄主筆，並入讀香港新亞研究所史學組碩士班，畢業論文題目為《香港足球運動早期發展研究1841-1941》。
2015年6月27日晚上，台灣新北市八仙樂園發生粉塵爆炸意外，事件中有六名本港傷者，其中莫子青為荃灣廖寶珊紀念書院畢業生，其母校發起校內教師、家長及校友籌款，助莫家解燃眉之急。由於中學不能接受校外人士捐款，故該校前家長校董賴文輝並且聯絡東方日報慈善基金協助籌募善款，並且拍攝短片呼籲捐款。同年8月，獲選為香港足球史學會創會秘書。
2018年4月，出版個人第二部著作《簡明香港足球史》，講述香港足球運動由1841年至2017年的發展史，入圍「香港書獎」初選名單。同年8月，獲選為香港足球史學會副會長。

## 政治聯繫
賴文輝於1994年台灣省議會選舉，為新黨籍的國立政治大學教授楊泰順助選，結果楊泰順成功當選。同年7月，參加民進黨總統初選工作隊。
在2011年香港區議會選舉，賴文輝擔任公民黨籍的時任荃灣區議員陳琬琛的選舉代理人，協助陳琬琛以2,761票高票，擊敗得1,839票的對手民建聯籍的呂迪明，成功連任。
賴文輝曾經是香港政治團體民主陣線成員，在元朗區協助推動社區工作。
2015年成立社區服務處，主要服務新界西居民。同年，擔任石圍角關注組主席。2015年香港區議會選舉，空降三個月後報名參選，挑戰石圍角選區時任區議員兼公屋聯會副主席文裕明。結果以1,035票，敗給獲2,356票的文裕明，宣告挑戰失敗。
2016年1月14日，賴文輝在其個人Facebook專頁宣布正式加入公民黨，並且繼續在石圍角邨負責社區工作。2017年6月8日，賴文輝在其個人Facebook專頁宣布即日起退出公民黨，並且暫停參與社區工作。直至同年8月11日早上，才再次在石圍角擺街站，復出社區工作，並於9月發表致民主動力公開信指摘公民黨，與陳琬琛公開決裂。曾傳會加入新民主同盟，其後加入民主黨，同年12月23日，於石圍角舉辦成為民主黨社區主任後第一個活動。
2019年香港區議會選舉，賴文輝代表民主黨報名參選象石選區，獲2,857票，擊敗得2,387票的民建聯籍的時任區議員陳振中，成功當選，為民主黨重奪失落八年的象石選區。
2020年香港立法會選舉，賴文輝曾表示積極考慮參選體演文出功能組別，惟最終並沒有參選，改為與尹兆堅等合組民主黨新界西名單。然而，香港特區政府其後以2019冠狀病毒病疫情為由，引用《緊急法》押後立法會選舉一年。
2021年5月16日，賴文輝退出民主黨政治領袖行列。同年7月12日，賴文輝宣佈辭去荃灣區議員一職，2021年7月13日凌晨零時零分生效，結束一年半短暫區議員生涯，移居台灣，仍不時關注香港議題在傳媒發表文章，現職物業經理。
2024年3月22日，賴文輝在其個人Facebook專頁宣佈即日起退出民主黨。
2025年6月4日，賴文輝與一班流亡台灣香港手足，在台北市二二八和平公園舉行「在台港人六四晚會」，復刻香港維多利亞公園六四燭光晚會，邀請香港前立法會議員黃毓民上台發言。

### 參選紀錄
| 政党   | 政党            | 候选人    | 票数  | %     | ±      |
| ------ | --------------- | --------- | ----- | ----- | ------ |
|        | 公屋聯會/新社聯 | ①. 文裕明 | 2,356 | 69.48 |        |
|        | 獨立            | ②. 賴文輝 | 1,035 | 30.52 |        |
| 多数票 | 多数票          | 多数票    | 1,321 | 39.78 | 不適用 |

| 政党   | 政党   | 候选人    | 票数  | %     | ±      |
| ------ | ------ | --------- | ----- | ----- | ------ |
|        | 民主黨 | ①. 賴文輝 | 2,857 | 54.48 | 不適用 |
|        | 民建聯 | ②. 陳振中 | 2,387 | 45.52 | ▼16.61 |
| 多数票 | 多数票 | 多数票    | 470   | 8.96  | 不適用 |

## 公職
- 廖寶珊紀念書院家長校董（2012－13年度）
- 國立政治大學香港校友會理事（2013－14年度）
- 民主陣線委員（2014－15年度）
- 石圍角關注組主席（2015－17年度）
- 香港足球史學會秘書（2015－18年度）
- 香港足球史學會副會長（2018－21年度）
- 荃灣區議員（2020－21年度）
- 荃灣區議會康體藝術文化普及委員會主席（2020－21年度）
- 荃灣區議會活動審核小組召集人（2020－21年度）
- 荃灣區議會社區會堂及康體設施工作小組召集人（2020－21年度）
- 荃灣區議會荃灣區足球代表隊非常設工作小組召集人（2020－21年度）
- 民主黨荃灣黨團副召集人（2020－21年度）
- 民主黨民政事務副發言人（2020－21年度）
- 民主黨環境事務發言人（2021年）
- 全港運動會籌委會委員（2020－21年度）
- 機場社區聯絡小組成員（2020－21年度）
- 康文署荃灣區活力專員（2021年）
- 中華博愛台港共融協會理事（2022－24年度）

## 著作
- 賴文輝. . 青森文化. 2013. ISBN 978-988-82232-5-1.
- 賴文輝（2017）香港足球運動早期發展研究(1841-1941)﹝碩士論文 新亞研究所﹞[25]
- 賴文輝. . 三聯書店. 2018. ISBN 978-962-04430-8-4.

## 註解
1. ↑  1994年以前前往台灣留學的香港學生可以自動取得中華民國國民身分。

## 外部連結
- 賴文輝足球經 賴文輝的Facebook專頁
- 賴文輝社區服務處 賴文輝的Facebook專頁
- 文輝球史館 （页面存档备份，存于）
- 荃灣區議會議員資料 （页面存档备份，存于）
- 紅出版集團作者簡介 （页面存档备份，存于）

| 議會席位      | 議會席位                                       | 議會席位                 |
| ------------- | ---------------------------------------------- | ------------------------ |
| 前任： 陳振中 | 荃灣區議會 象石選區區議員 2020年—2021年7月12日 | 繼任： 末任 （選區取消） |